# Eubank (Kentucky)
Eubank é uma cidade localizada no estado americano de Kentucky, no Condado de Lincoln e Condado de Pulaski.

## Demografia
Segundo o censo americano de 2000, a sua população era de 358 habitantes.
Em 2006, foi estimada uma população de 373, um aumento de 15 (4.2%).

## Geografia
De acordo com o United States Census Bureau tem uma área de
2,3 km², dos quais 2,3 km² cobertos por terra e 0,0 km² cobertos por água. Eubank localiza-se a aproximadamente 344 m acima do nível do mar.

## Localidades na vizinhança
O diagrama seguinte representa as localidades num raio de 28 km ao redor de Eubank.